# Quận Lake, Florida
Quận Lake là một quận thuộc tiểu bang Florida, Hoa Kỳ. Quận lỵ đóng ở Tavares6. 
Dân số theo điều tra năm 2010 của Cục điều tra dân số Hoa Kỳ là 297052 người.

## Địa lý
Theo Cục điều tra dân số Hoa Kỳ, quận này có diện tích 3000 km2, trong đó có 570 km2 là diện tích mặt nước.